# وريد (صغير)

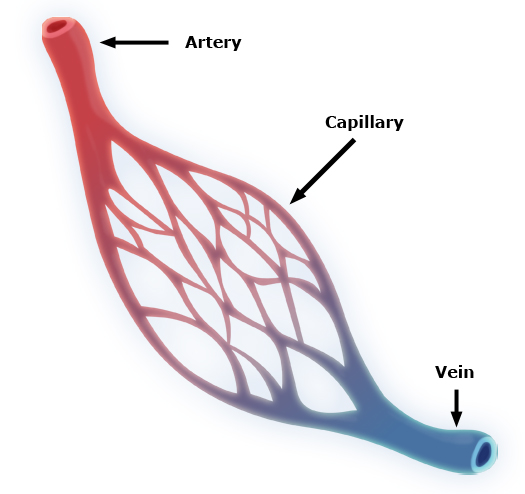
النظام الشعري: Capillary system CERT

الوُرَيد (بضم حرف الواو) هو وعاء دموي صغير جدا (بالإنجليزية: venule)  في دوران الأوعية الدقيقة الذي يسمح ل الدم بالعودة من تجمع الشعيرات الدموية ليصب في الأوعية الدموية الكبيرة، للمقارنة راجع الأوردة. ويتراوح قطر الوريد من 7 إلى 50 μm . الوريدات تحتوي على ما يقرب من 70 ٪ من إجمالي
حجم الدم، 25 ٪ منها يكون في الوريدات. العديد من الأوردة تتحد لتشكيل الوريد.

## التركيب
جدار الوُرَيٌد مكون من ثلاث طبقات، البطانه الداخليه مكونه من: خلايا بِطانِيه حرشفيه والتي تعمل كغشاء، والطبقة الوسطي مكونه
من عضله وأنسجه مطاطيه، والطبقة الخارجيه مكونه من نسيج ضام ليفي. الطبقة الوسطى ضعيفة التكوبن، لذلك فجدار الوُرَيد أدق من نظيره الشُرَين.
يُعد الوُرَيد سميم لدرجة كبيرة مما يسمح بسهولة حركة السائل والخلايا الدمويه من مجري الدم خلال جداره.
و بالمقارنة مع الوريدات العادية فإن الوريدات البطانية المرتفعة هي نوع خاص من الوريدات حيث أن البطين الخاص بها مكون من
خلايا مكعبة بسيطة الشكل. فتخرج الخلايا اللمفاوية لمجري الدم حتى تصل للعقد اللمفاوية عبر الوريدات حيث تكتشف العدوي. تتكون
الوريدات من تجمع عدد من الشعيرات الدموية باستخدام الشكل بيتا من أشباه خلايا الدم الحمراء وخلايا الدم البيضاء.